# Helcon yukonensis
Helcon yukonensis är en stekelart som först beskrevs av William Harris Ashmead 1889.  Helcon yukonensis ingår i släktet Helcon och familjen bracksteklar. Inga underarter finns listade i Catalogue of Life.